# Ronny Balcaen
Ronny Balcaen (Avelgem, 25 april 1966) is een Belgisch politicus van Ecolo.

## Levensloop
Als licentiaat in de toegepaste economische wetenschappen en de sociale communicatiewetenschappen, werkte Balcaen van 1991 tot 1993 bij de vzw Notre Abri pour les Tout Petits. Vervolgens was hij projectverantwoordelijke bij het Europees Anti-Armoede Netwerk en onderzoeker bij het applicatieontwikkelingsbedrijf CEDITI. 
Van 1999 tot 2004 kabinetsdirecteur op het kabinet van Nicole Maréchal, minister in de Franse Gemeenschapsregering. Vervolgens was hij van 2004 tot 2009 politiek secretaris van de Ecolo-fractie in het Parlement van de Franse Gemeenschap.
Balcaen zelf werd ook politiek actief voor Ecolo en was in 2006 voor deze partij kandidaat-gemeenteraadslid van Aat, maar slaagde er niet in om verkozen te raken. In 2012 werd hij wel verkozen tot gemeenteraadslid van Aat en sinds 2018 is hij schepen van de stad.
Tevens was hij van 2009 tot 2014 lid van de Kamer van volksvertegenwoordigers voor de kieskring Henegouwen ter opvolging van Jean-Marc Nollet. In 2014 was hij kandidaat voor het Waals Parlement, maar werd niet verkozen.
Na zijn parlementaire loopbaan werd hij projectverantwoordelijke bij de Ecolo/Groen-fractie in de Kamer en directeur van het jeugdproject Sésame AMO.